# Василько Ярополкович
Василько Ярополкович (уп. 1151—1171) — князь михайловский, точное происхождение не установлено, возможно под его именем упоминаются два разных человека. На роль его отца предлагались Ярополк Владимирович, Ярополк Изяславич Шумский, Ярополк Андреевич, а также Ярополк Мстиславич.

## Биография
Впервые князь по имени Василько Ярополчич упоминается под 1151 годом. Тогда, в момент разгоравшегося конфликта с Изяславом Мстиславичем, Владимир Галицкий отправил его во главе посольства к Андрею Боголюбскому. После этого Василько пропадает со страниц летописи до 1164 года.
В 1164 году Василько Ярополчич разбил половцев на Роси (в летописи на Руси). Весной 1167 года по распоряжению и в интересах Мстислава Изяславича занял Киев. В 1171 году был разбит половцами, союзными с Глебом Юрьевичем, после чего Михайлов был разрушен, а князь отпущен в Чернигов. По версии В. Н. Татищева, князь получил Берестье и Дорогичин.
По версии Л. Войтовича, Василько был шумским князем в 1168—1180, дорогичинским в 1180—1182.

## Происхождение
В первичных источниках нет указаний на происхождение князя, кроме сообщения в Московском летописном своде конца XV века под 1167 годом, в котором сказано, что Василько является племянником Мстислава Изяславича. В. Н. Татищев, ссылаясь на Хрущевскую летопись, также назвал Василько сыном Ярополка Изяславича.
Основываясь на сообщении В. Н. Татищева, Освальд Бальцер полагал, что у Ярополка Изяславича был сын Василько, впервые упомянутый в 1165 году и родившийся около 1151 года. Дата рассчитана из того, что в 1165 году князь был взрослым. Версию О. Бальцера поддерживает Л. Войтович.
При обсуждении вопроса о происхождении необходимо рассмотреть вопрос о том, сколько тогда действовало князей по имени Василько Ярополчич. Исследователи высказывали различные точки зрения на вопрос, идет ли речь в сообщениях 1151 и 1164—1171 годов об одном человеке или о двух разных людях. Так, по мнению Н. М. Карамзина, это два разных человека. Василько Ярополчич, упомянутый под 1151 годом, — неизвестного происхождения, позднее же речь идет о сыне Ярополка Изяславича.
Вопрос о происхождении Василько рассмотрели А. Ф. Литвина и Ф. Б. Успенский. По их мнению, возможны следующие сценарии:
- В сообщениях 1151 и 1164—1171 годов речь идет об одном и том же человеке. Тогда его отцом может быть:
  - Ярополк Владимирович
  - Ярополк Андреевич
- Речь идет о разных людях. Тогда на роль отца младшего Василько могут «претендовать»:
  - Ярополк Изяславич Шумский
  - Ярополк Мстиславич

По мнению Д. Домбровского, в этих сообщениях речь идет об одном человеке, сыне Ярополка Владимировича. На момент своей смерти (1139 год) Ярополк Владимирович мог иметь малолетнего сына, который не упоминался в летописи до 1151 года.

## Брак
В летописях не упоминается был ли Василько женат, но согласно В. Н. Татищеву Лешек, князь Мазовецкий, был его тестем. Единственный князь Лешек, который подходит на эту роль, умер в возрасте примерно 26 лет и не мог иметь взрослую дочь. О. Бальцер предположил, что Василько был женат на сестре Лешека, дочери Болеслава Кудрявого. По расчетам историка брак должен был состояться в 1172—1173 годах. Это предположение поддержали Н. А. Баумгартен, К. Ясинский, Л. Войтович и др.
По мнению Д. Домбровского, «татищевским известиям» доверять не следует, соответственно, достоверных свидетельств о браке между Василько Ярополчичем и дочерью Болеслава Кудрявого нет.